# Stoczek (Rajgród)
Stoczek, [ˈstɔt͡ʂɛk], ist ein Dorf der Gemeinde Rajgród des Powiat Grajewski im Woiwodschaft Podlachien im nordöstlichen Polen. Von 1975 bis 1998 gehörte es zur Woiwodschaft Łomża. Stoczek hat 86 Einwohner.